# Cetonana petrunkevitchi
Cetonana petrunkevitchi là một loài nhện trong họ Trachelidae.
Loài này thuộc chi Cetonana. Cetonana petrunkevitchi được Cândido Firmino de Mello-Leitão miêu tả năm 1945.